# Заволжский (Быковский район)
Заво́лжский — посёлок в Быковском районе Волгоградской области России. Входит в состав Кисловского сельского поселения.

## География
Посёлок расположен в Заволжье, в нескольких километрах от левого берега Волги (Волгоградского водохранилища) и в 6 километрах восточнее села Кислово (по дорогам — 9 км). В 2,5 километрах западнее посёлка проходит трасса Р226.
На прилегающих к посёлку территориях культивируются арбузы и дыни.

## Население
| 2010 |
| ---- |
| 98   |

## История
На 01 ноября 1988 года посёлок входил в состав Кисловского сельского совета.